# 494 av. J.-C.
Cette page concerne l'année 494 av. J.-C. du calendrier julien proleptique.

## Événements
- Été : défaite de la Ligue ionienne au large de l'île de Ladé par une flotte phénicienne aux ordres des Perses[1].
  - Les Ioniens révoltés réunissent dans l’île de Ladè, face à Milet, 353 navires face aux Perses (dont 100 de Chios, 80 de Milet, 70 de Lesbos et 60 de Samos). Les anciens tyrans des cités ioniennes, ralliés aux Perses, envoient des émissaires pour transmettre une promesse d’amnistie aux révoltés, s’ils se soumettent et la menace de terribles représailles s’ils s’entêtent. Lors de la bataille, les Samiens font défection, puis les Lesbiens et la plupart des Ioniens s’enfuient. Seul Chios continue à lutter.
- Automne : Milet, assiégée par terre et par mer par les armées perses, tombe à l’automne et est détruite[1]. Les hommes sont massacrés, les femmes et les enfants sont réduits en esclavage et déportés sur le Tigre. Durant l’hiver, les Perses achèvent la pacification de la Carie[1], tandis que leur flotte soumet la côte européenne de l’Hellespont et de la Chersonèse. Fin de la révolte de l'Ionie.
- 30 octobre : Rome, début du consulat de A. Verginius Tricostus Cæliomontanus et T. Veturius (ou Vetusius) Geminus Cicurinus[2].

- En Chine, le Wu remporte une victoire majeure contre le Yue[3].
- Menace de sécession de la plèbe romaine qui, selon la tradition, se retire sur l'Aventin, siège du temple de Cérès, et déclare vouloir y fonder une autre ville que Rome. Menenius Agrippa réussit à l’apaiser par son apologue « Les Membres et l’Estomac »[4]. Les patriciens concèdent la création des tribuns de la plèbe[5]. Les plébéiens demandent une solution de la question des dettes et une amélioration du sort des citoyens pauvres. Sa sécession massive alarme les patriciens qui ne peuvent se passer de plèbe, au triple point de vue financier, militaire et économique. Une entente intervient au terme de laquelle les citoyens retenus en esclavage pour dette (nexus) seront libérés et les dettes des débiteurs insolvables abolies. Le tribunat est créé.
- Cléomène Ier, roi des Lacédémoniens, défait la ville d’Argos en Grèce[6].
- Incendie par les Perses du temple archaïque d’Apollon à Didymes en Asie Mineure[7].

## Naissances
- Périclès, futur stratège athénien (ou −495).